# سارا الیزابت ری
سارا الیزابت ری (انگلیسی: Sarah Elizabeth Ray؛ همچنین شناخته‌شده با نام لیز هَسکل (انگلیسی: Lizz Haskell)؛ ۱۹۲۱–۲۰۰۶) فعال حقوق مدنی آفریقایی-آمریکایی بود که در سال ۱۹۴۵ از ورود به اس‌اس کلمبیا، کشتی که توسط شرکت باب-لو اکسکورژن اداره می‌شود، منع شد. او از طریق انجمن ملی پیشرفت رنگین‌پوستان یک مبارزهٔ حقوقی را علیه این شرکت آغاز کرد که در نهایت توسط دادگاه عالی ایالات متحده مورد رسیدگی قرار گرفت. این دادگاه به نفع ری رأی داد و پروندهٔ او مقدمه‌ای شد بر پروندهٔ براون در برابر هیئت آموزش. پس از پروندهٔ شرکت باب-لو در برابر میشیگان، او اقدام به ایجاد خانهٔ کنش‌گری در دیترویت کرد که به توانمندسازی جوانان سیاه‌پوست در شهر کمک می‌کرد و فضاهایی را برای فعالیت‌های تفریحی در اختیار آنان قرار می‌داد.

## سنین جوانی و تحصیل
ری در سال ۱۹۲۱ در ووهاچی، تنسی، در خانواده‌ای سیزده نفره به دنیا آمد. او مدت کوتاهی پس از ازدواجش در سن بیست سالگی، به دیترویت نقل مکان کرد. ری که در حومهٔ چاتانوگا بزرگ شد، از سنین جوانی، با مشاهدهٔ روش‌هایی که برای تحت پوشش قرار دادن خانواده‌های سیاه‌پوست در جامعهٔ مدنی محل زندگی او مورد استفاده قرار می‌گرفتند، به گسترش فرصت‌های آموزشی برای جوانان سیاه‌پوست علاقه‌مند شد. پس از نقل مکان به دیترویت، ری به‌طور خستگی‌ناپذیری روی ادامهٔ تحصیلات خود متمرکز شد. او در مدرسهٔ شبانه شرکت کرد و این امکان برای او فراهم شد تا در دانشگاه وین (دانشگاه ایالتی وین کنونی) پذیرش بگیرد. پس از گذراندن یک سال در وین، او برای کار به بخش آیین‌نامهٔ دیترویت پیوست و از طریق آن توانست در مدرسه به شغل دبیری مشغول شود، و در سال ۱۹۴۵ از دبیرستان بازرگانی در کلاسی متشکل از ۴۰ دانش‌آموز، و در جایی که او تنها زن سیاه‌پوست بود، فارغ‌التحصیل شد.

## حادثه قایق باب-لو

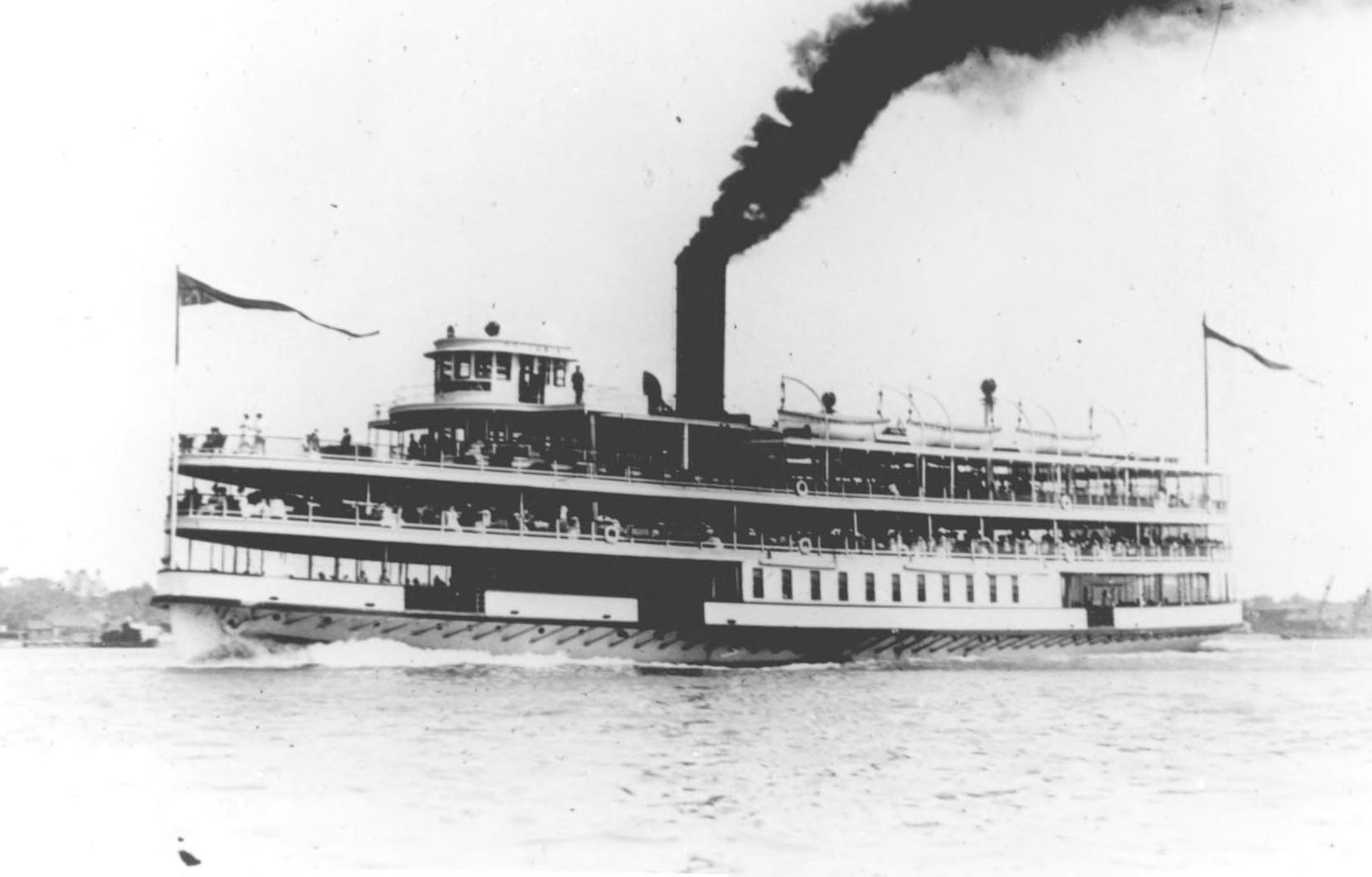
اس‌اس کلمبیا در سال ۱۹۰۵

پس از فارغ‌التحصیلی از دبیرستان، ری به همراه همسالانش سفری به جزیره بویس بلانک را با استفاده از کشتی‌های متعلق به شرکت باب-لو اکسکورژن، برنامه‌ریزی کردند. ری پیش از سفر بلیط خود را خریداری کرده بود، اما پس از سوار شدن به کشتی، به‌دلیل نژادش از ورود به کشتی منع شد. این شرکت یک سیاست صریح داشت که اجازه نمی‌داد «رنگین‌پوستان» سوار کشتی‌های آن شوند. در ابتدا، ری از پیاده شدن از کشتی اس‌اس کلمبیا خودداری کرد، اما هنگامی که با تهدید به حذف اجباری از کشتی مواجه شد، تصمیم گرفت با ارادهٔ خود کشتی را ترک کند. اگرچه به او پیشنهاد بازپرداخت ارزش بلیطش داده شد، اما او تصمیم گرفت به‌جای آن از انجمن ملی پیشرفت رنگین پوستان وکیل حقوقی بگیرد.
پس از آن، این شرکت توسط دادگاه ضابط دیترویت به‌دلیل تبعیض نادرست علیه ری و نقض قانون حقوق مدنی میشیگان، مجرم شناخته شد. دادگاه این شرکت را در مجموع ۲۵ دلار جریمه کرد و شرکت درخواست تجدید نظر کرد. این باعث شد تا امکان انتقال پرونده به دادگاه عالی میشیگان و سپس به دادگاه عالی ایالات متحده فراهم شود و هر دو دادگاه مجدداً تصمیم دادگاه محلی را تأیید کردند. پروندهٔ ری در ادامه سابقه‌ای را ایجاد کرد که هر دو قوانین تعریف‌شده در مقررات تجارت خارجی و همچنین ممنوعیت تبعیض در استفاده از کشتی‌های ترابری را تعریف شدند.

## فعالیت اجتماعی
پس از شورش ۱۹۶۷ دیترویت، ری به ایجاد خانه کنش‌گری ادامه داد؛ این خانه، یک مرکز اجتماعی بود که به‌دلیل نیاز فزاینده به همبستگی بین‌نژادی در میان یک جامعهٔ در حال رشد از نظر نژادپرستی، ایجاد شد. ری به تنش‌های فزایندهٔ برجای مانده از شورش‌ها اشاره کرد و از این رو نیاز به ایجاد یک مرکز جوانان برای ترویج فعالیت‌های تفریحی را احساس می‌کرد که بتواند هماهنگی نژادی در محله‌اش را نیز حفظ کند. خانهٔ کنش‌گری رهبری ابتکارات متعددی را برعهده داشت که به جوانان سیاه‌پوست اجازه می‌داد تا از امکاناتی نظیر مشاورهٔ آموزشی، دسترسی به غذا و فضاهای تفریحی استفاده کنند. ری در ادامه مدیر آموزش، ارتباطات و حل مشکلات خانهٔ کنش‌گری شد و با جمع‌آوری کمک‌های مالی متعدد امکان برپا ماندن را برای این مرکز فراهم کرد. ری همچنین مشتاقانه درگیر گفتمان سیاسی بود و اغلب ستون‌های کوچکی را در روزنامه‌های محلی می‌نوشت تا توجه‌ها را به موضوعات مختلف سیاسی و اجتماعی که بر جامعه‌اش تأثیر می‌گذارد، جلب کند.

## توجه در رسانه‌ها
در سال ۲۰۲۰، آرون شلینگر، فیلمساز، با همکاری دزیره کوپر، نویسنده، میراث ری به‌عنوان یک فعال حقوق مدنی را از طریق ساخت مستندی با عنوان سایر پارک‌های رزا در دیترویت به شکل بصری به ثبت رساند. این مستند کمک کرد تا گفتمان‌هایی در مورد نقش ری در حقوق مدنی و نیز نمایش نقش زنان سیاه‌پوست در مبارزه برای برابری نژادی ایجاد شود.

## زندگی شخصی
ری پس از طلاق از همسر اولش، با رافائل هاسکل، یک فعال مدنی یهودی ازدواج کرد و به‌همراه او خانهٔ کنش‌گری را افتتاح کرد؛ خانهٔ کنش‌گری یک مرکز اجتماعی بود که به جوانان سیاه‌پوست در دیترویت کمک‌های اجتماعی ارائه می‌کرد. مدت کوتاهی پس از ازدواج با همسرش، ری نام خود را به الیزابت هسکل تغییر داد، و بعداً همزمان با ادامهٔ فعالیت به‌عنوان فعال اجتماعی در خانهٔ کنش‌گری، با نام «لیز هسکل» شهرت یافت. او در سال ۲۰۰۶، هفت سال پس از آن که همسرش بر اثر تصادف کشته شد، در خانه‌اش درگذشت.